# Mała Barania
Mała Barania (659 m), na starych mapach także Białożycki Groń – wzgórze w Paśmie Baraniej Góry i Skrzycznego w Beskidzie Śląskim. Wschodnie stoki opadają do doliny Soły, zachodnie i południowe do doliny Bystrej. Orograficznie jest zakończeniem grzbietu odchodzącego na południe od szczytu Glinnego, lecz geologicznie stanowi przedłużenie grzbietu Szarego, będąc – tak jak i on – zbudowanym z gruboławicowych piaskowców krośnieńskich zaliczanych do tzw. łuski przedmagurskiej.
Stoki Małej Baraniej należą do trzech miejscowości: Milówka, Kamesznica i Cisiec. Rozległe wzgórze do niedawna było pokryte polami i pastwiskami, dzisiaj stopniowo zarasta lasem. Nowe tereny najpierw opanowują gatunki pionierskie (brzoza, osika i leszczyna), które później ustępują gatunkom właściwym (klon jawor, buk zwyczajny, świerk pospolity).
Na wschodnich stokach Małej Baraniej leży jeden z przysiółków Ciśca – Mały Cisiec. 1 września 1939 r. w rejonie Małej Baraniej toczyły się pierwsze na Żywiecczyźnie potyczki polskich sił zbrojnych z oddziałami niemieckimi posuwającymi się od Przełęczy Zwardońskiej.
W 2023 r. na wschodnich i południowych zboczach Małej Baraniej kontynuowana jest budowa ostatniego brakującego odcinka górskiego drogi ekspresowej S1, tzw. obejścia Węgierskiej Górki. Na południowym, opadającym do Bystrej (Kameszniczanki) stoku Małej Baraniej jest dwupoziomowy, będący stanowiskiem geologicznym kamieniołom w Kamesznicy.

## Przypisy

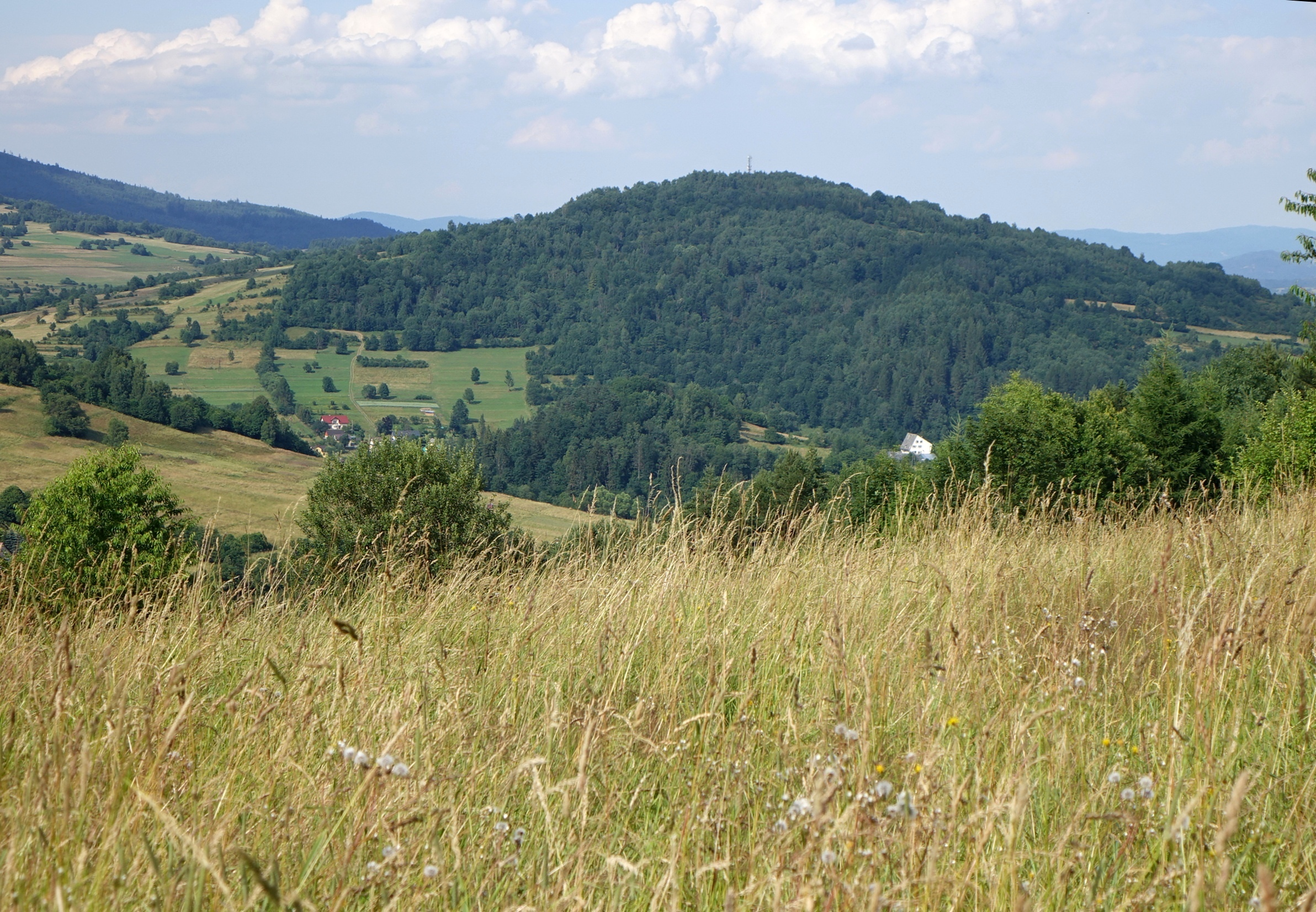
Mała Barania, widok od zachodu